# Ptycholaimellus ponticus
Ptycholaimellus ponticus är en rundmaskart som först beskrevs av Nikolai Nikolaievich Filipjev 1922.  Ptycholaimellus ponticus ingår i släktet Ptycholaimellus och familjen Chromadoridae. Arten är reproducerande i Sverige. Inga underarter finns listade i Catalogue of Life.